# Куницын, Владимир Георгиевич
Владимир Георгиевич Куницын (род. 10 августа 1948, Тамбов) — российский литературный критик, публицист, журналист.

## Биография
Владимир Куницын родился 10 августа 1948 года в Тамбове.
В 1972 году окончил философский факультет МГУ, аспирантуру МГУ по кафедре эстетики — в 1975 году. Первая публикация — статья о творчестве Василия Макаровича Шукшина, опубликованная в альманахе «Алтай» в 1975 году.
Работал консультантом в журнале «Литературная учеба» (1982—86), обозревателем «Литературной газеты» (1986—89), заместителем главного редактора журнала «Советская литература» (1990—91), директором программы «Культура» информагентства «RAMМA», Заместителем директора «Утреннего телеканала» на ОРТ (с 2000).
 Вел авторские передачи на радио «Маяк» и Радио «Россия».
Печатается как литературный критик с 1975 в еженедельниках «Литературная газета», «Литературная Россия», в журналах: «Литературное Обозрение» (1988, № 11), «Литературная учёба» и др.
Член президиума международного литфонда, редколлегии альманаха «Реалист» (с 1995). Председатель бюро критиков и литературоведов Московского отделения Союза писателей России (с 1995).
Премия «Литературной газеты» (1988).
Член Союза писателей России.

## Семья
Отец — советский литературовед, искусствовед, философ, общественный деятель Георгий Иванович Куницын.